# Kryour
Kryour é uma banda brasileira de death metal melódico, fundada em 2014 em São Paulo. Atualmente, os integrantes são Gustavo Iandoli (vocal e guitarra), Lucas Cunha "Thunder" (baixo), "Guba" Oliveira (guitarra) e Matheus Carrilho (bateria).

## História

### Fundação, singles e primeiro álbum (2014-2018)
A banda foi fundada em 2014, e em 2015 lançou seu primeiro single, intitulado "Chaos Of My Dream", e em 2016, lançou o single "Falling in Oblivion". Já em 2019, lançou seu álbum conceitual de estreia, "Where Treasures Are Nothing", com músicas que compõem a vida do "eu lírico". Em uma entrevista para o Headbanger News, Gustavo Iandoli disse:
| “                  | O repertório do álbum se forma em uma história de vida e retrata valores humanos sob a ótica da ansiedade e da depressão. | ” |
| — Gustavo Iandoli, | |   |

Este álbum contou com a produção de Diego Castro, e a arte da capa foi feita por Carlos Fides, que já fez artes para bandas como Almah e Noturnall.
Com o sucesso dessas primeiras músicas, foi convidada para participar e tocar nas rádios 89.1 FM e Kiss FM, posteriormente se inscrevendo e vencendo a competição da rádio Kiss FM, New Metal Bands.

### Crescimento e participações em shows (2019-atual)
Durante o período da pandemia, o grupo entrou em hiato, e durante esse período a banda teve duas trocas de guitarristas, com a saída de Wesley Pereira para a entrada de Lucas Vinicius, e posteriormente a saída de Lucas para a entrada de Guba Oliveira.
Em setembro de 2023, lançou o EP "Creatures Dwell My Room", com o selo da Outono Music e distribuição da Universal Music.
Nesse EP está a música "Why Should I Know?", que atualmente conta com mais de 220 mil reproduções no Spotify.
Ainda em 2023, fez show de abertura para o In Flames, e foi uma das bandas a tocar no Summer Breeze Brasil, e em 2024, se apresentou na Knotfest.

## Estilo
O gênero da banda é o death metal melódico e algumas músicas com elementos de metalcore, tendo inspiração em bandas como In Flames e Children of Bodom e, segundo a banda, alguns temas abordados pelas músicas são os fatos da vida a morte e valores humanos. Tem músicas como "Why Should I Know?", que trata sobre paranoias, "Anxiety", que trata sobre a ansiedade e "Colorful", que fala sobre o sentimento de vazio e a insegurança. Também tem influência por bandas de heavy e thrash metal, como Metallica, Megadeth e Black Sabbath.
As letras são consideradas profundas e as músicas muito técnicas.

## Discografia
Demos e EPs
- Chaos Of My Dream (2015)[1]
- Creatures Dwell My Room (2023)[2]
- Timeless (2024)[4]

Álbuns de estúdio
- Where Treasures Are Nothing (2019)[1]